# Elifas
Elifas heißen im Alten Testament ein Freund des Ijob und ein Sohn des Esau.

## Etymologie
Der hebräische Personenname אֱלִיפָז ’älîfāz, deutsch ‚Elifas‘ ist ein Verbalsatzname bestehend aus Subjekt und Prädikat. Das Subjekt und zugleich theophores Element ist אֱל äl „Gott“, das Prädikat leitet sich von der im biblischen Hebräisch nicht belegten Verbwurzel פוז puz ab, welche wohl mit dem arabischen fāza „siegen“ bedeutungsgleich ist. Der Name bedeutet daher „Gott hat gesiegt“. Das Hebräische, wie es in den Personennamen vorliegt, konserviert eine ältere Sprachstufe als das Bibelhebräische. Dies äußert sich darin, dass es sich bei dem -î-, welches an das erste Substantiv angehängt ist, wohl ursprünglich nicht um eine Endung der 1. Person Singular („mein Gott“) handelt, sondern um einen funktionslosen Bindevokal und möglicherweise Überrest einer alten Kasusendung. Dies schließt freilich nicht aus, das der Name zu späterer Zeit als Bekenntnis der Form „Mein Gott ist Sieger / mein Gott siegt“ verstanden werden konnte.
Für das Prädikat wird ebenfalls eine Ableitung  von dem Substantiv paz „Feingold“ vorgeschlagen und der Name als „Gott ist Feingold“ übersetzt. Diese Bedeutung scheint aber nicht sinnvoll zu sein. Gleiches gilt für eine Ableitung von der Wurzel פזז pzz „gelenkig sein“ und Übersetzung des Namens als „Gott ist flink“.
Die Septuaginta gibt den Namen als Έλιφάς Elifas wieder, die Vulgata mit Eliphaz.

## Elifas, Sohn Esaus
Gen 36,4  nennt einen Elifas als den Erstgeborenen Esaus. Seine Mutter ist die Kanaanäerin Ada, eine Tochter des Hethiters Elon. Die Söhne des Elifas sind Teman, Omar, Zefo, Gaetam, Kenas und Amalek, seine Tochter heißt Timna (nur in 1 Chr 1,36  genannt).

## Elifas, der Freund Ijobs

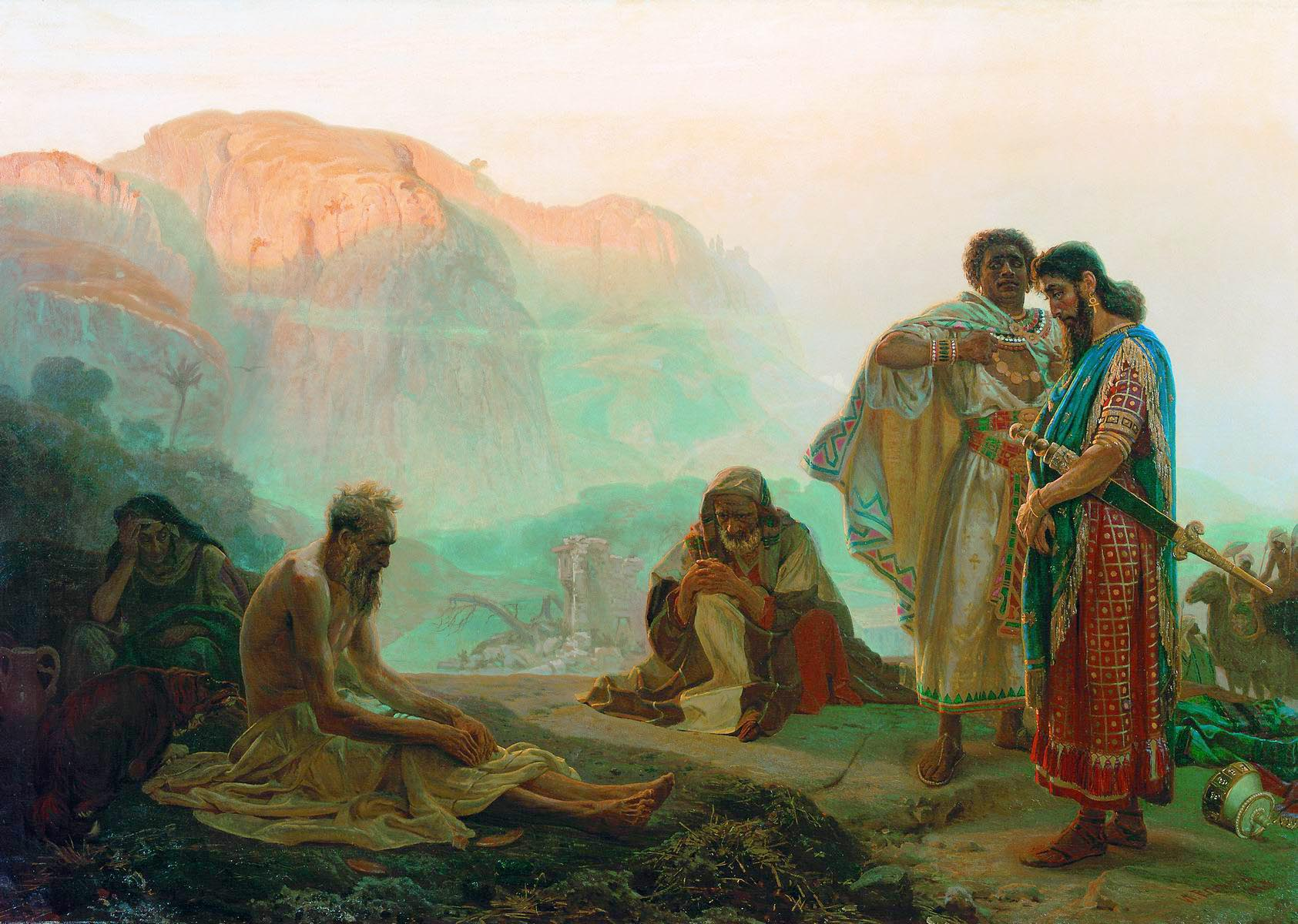
Ilja Repin, Hiob von seinen Freunden besucht (1869)

### Biblische Erzählung
Elifas ist vor Bildad, Zofar und Elihu der erste der Freunde Ijobs. Er ist folglich der älteste der Freunde. Seine Reden an Ijob umfassen Hi 4 , 15  und 22 .
Elifas wird als Temaniter (Bewohner Temans) bezeichnet. Im Alten Testament bezeichnet Teman entweder eine Landschaft in Edom (Am 1,12 ) oder ganz Edom (z. B. Jer 49,7 ), abgeleitet von hebr. jāmîn „rechts“ kann es aber auch einfach „Süden“ bedeuten. Ferner könnte der Name eine Herkunft aus der nordwestarabischen Oasenstadt Tema meinen.

### Die Reden des Elifas
Es sind drei Reden des Elifas im Ijobbuch überliefert. Diese sind im Vergleich zu den anderen Freunden Ijobs die umfangreichsten.

#### Die erste Rede (Kap. 4)
Es handelt sich um eine Mahn- und Trostrede. Sie reagiert auf die Klage Ijobs (Hi 3 ) und versucht Ijob dazu zu bringen, sich in seinem Leid richtig zu verhalten, indem er seine Klage zurückzieht. Als typischer Vertreter der Weisheit ist Elifas davon überzeugt, dass Gottes Gerechtigkeit sich in Bestrafung des Gottlosen und Bewahrung des Frommen äußert.

#### Die zweite Rede (Kap. 15)
Es handelt sich um eine Streit- und Lehrrede. Elifas beschreibt das  schreckliche Ergehen der Gottlosen, wodurch er Ijob unterstellt, sein Leiden zeige, dass er zu diesen gehöre. Gerechtigkeit durch Frömmigkeit sei weiterhin möglich, dem Gottlosen drohe die Vernichtung.

#### Die dritte Rede (Kap. 22)
Es handelt sich um eine zweiteilige Anklage- und Trostrede. Sie übertrifft die vorigen Reden in der Weise, dass Ijob direkte Anklagen gemacht werden, er habe sich sozialer Vergehen schuldig gemacht. Da die dritte Rede des Elifas wesentlich länger als diejenige des Bildad ist, während bei Zofar eine dritte Rede fehlt, wird vermutet, dass die dritte Rede des Elifas als ein Abschluss der Reden der Freunde gilt, indem er als Repräsentant aller Freunde spricht. Die dritte Rede des Bildad wäre dann ein späterer Nachtrag.

### Wirkungsgeschichte
In der Septuaginta wird Elifas ebenso wie die anderen Freunde als König bezeichnet. Er wird „König der Thaimaner“ genannt. Die Bezeichnung der Freunde als Könige folgte aus einer Gleichsetzung des Ijob mit dem in Gen 36,33  genannten edomitischen König Jobab.
Im Testament des Ijob wird Elifas ebenfalls als König bezeichnet. Er ist der Wortführer der Freunde (TestHi 29,3), Verfasser eines königlichen Trauerliedes und singt einen Hymnus auf die Gerechtigkeit Gottes und die Bestrafung Elihus.